# Inferno (film, 1973)
Inferno är en svensk-västtysk-fransk-österrikisk-dansk-norsk-finländsk drama-TV-film från 1973, regisserad och skriven av Stanislav Barabás. Filmen bygger på August Strindbergs självbiografiska roman Inferno från 1897 i rollen som honom ses Per Oscarsson.
Filmen producerades av Stig Palm för Danmarks Radio, Norddeutscher Rundfunk, Norsk Rikskringkasting, Office de Radiodiffusion Télévision Française, Sveriges Radio och Yleisradio. Den fotades av Igor Luther och musiken komponerades av Zdener Liska. Den premiärvisades i Sveriges Television TV2 den 20 april 1973 och repriserades den 14 november samma år i samma kanal. 2012 utgavs den på DVD som en del av samlingen Strindberg – 10 samlade dramer.
Vid den tyska filmgalan Golden Camera 1974 vann fotografen Luther pris för bästa foto för sina insatser i Inferno.

## Rollista
- Per Oscarsson – August Strindberg
- Christine Buchegger – Frida Uhl
- Marie Versini – Mlle. Lecain
- Ulla Sjöblom – nunna
- Georgette Anys – Charlotte
- Diana Kjaer – artistens fru
- Tommy Johnson – kirurg
- Georg Årlin – vän i Lund
- Toivo Pawlo – doktor
- Henry Gilbert – Gaugin